# Camillo Golgi
Bartolomeo Camillo Emilio Golgi (ur. 7 lipca 1843 w Corteno, zm. 21 stycznia 1926 w Pawii) – włoski lekarz patolog, profesor Uniwersytetu w Pawii, laureat Nagrody Nobla w dziedzinie fizjologii lub medycyny (1906), wspólnie z Santiago Ramónem y Cajalem. Autor licznych prac poświęconych histologii układu nerwowego, twórca własnej szkoły histologicznej. Opracował nowe metody barwienia preparatów histologicznych (metody Golgiego). Odkrył strukturę komórkową, nazwaną na jego cześć aparatem Golgiego.

## Życiorys

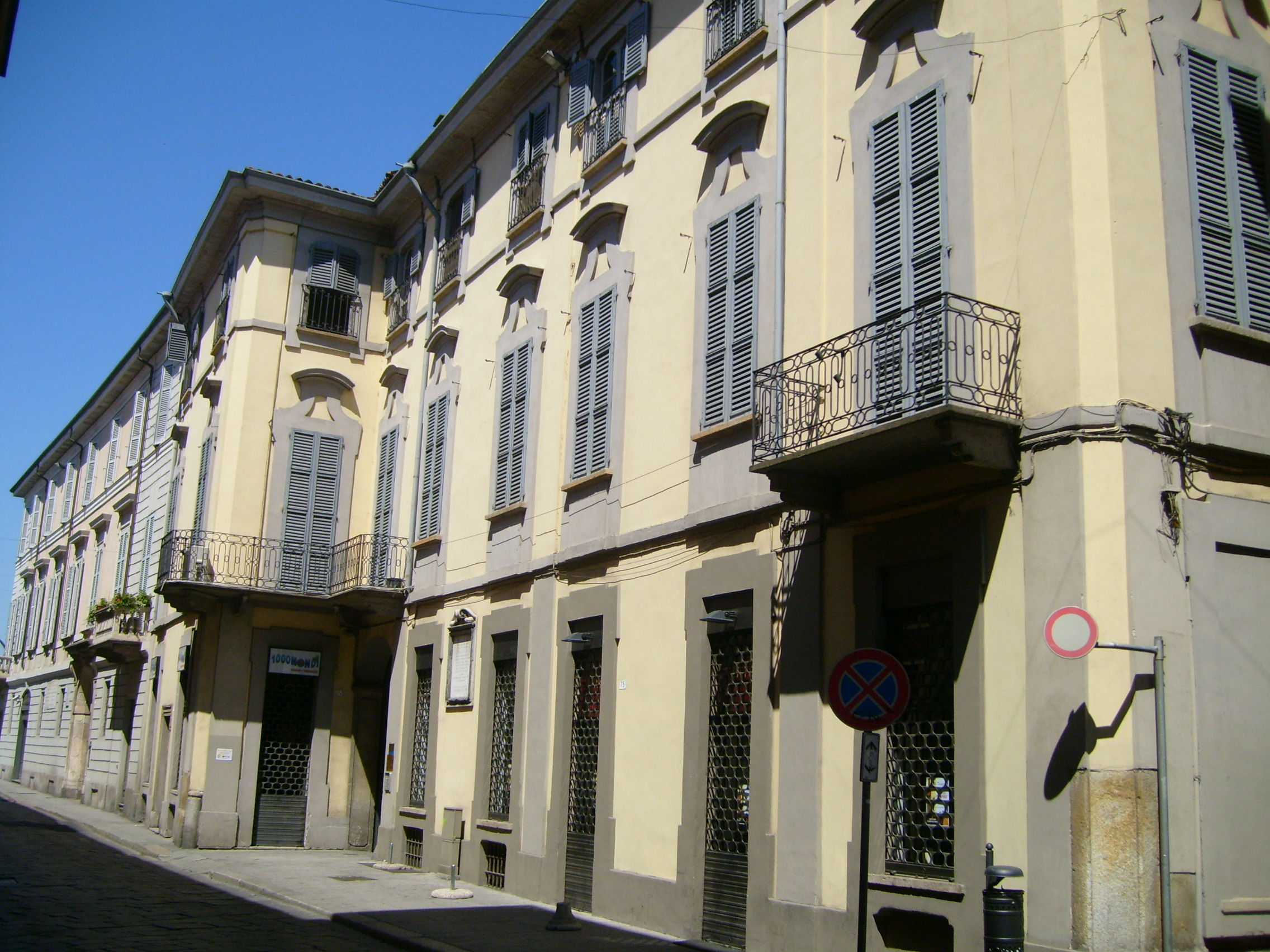
Dom Golgiego przy Strada Nuova w Pawii (2007)

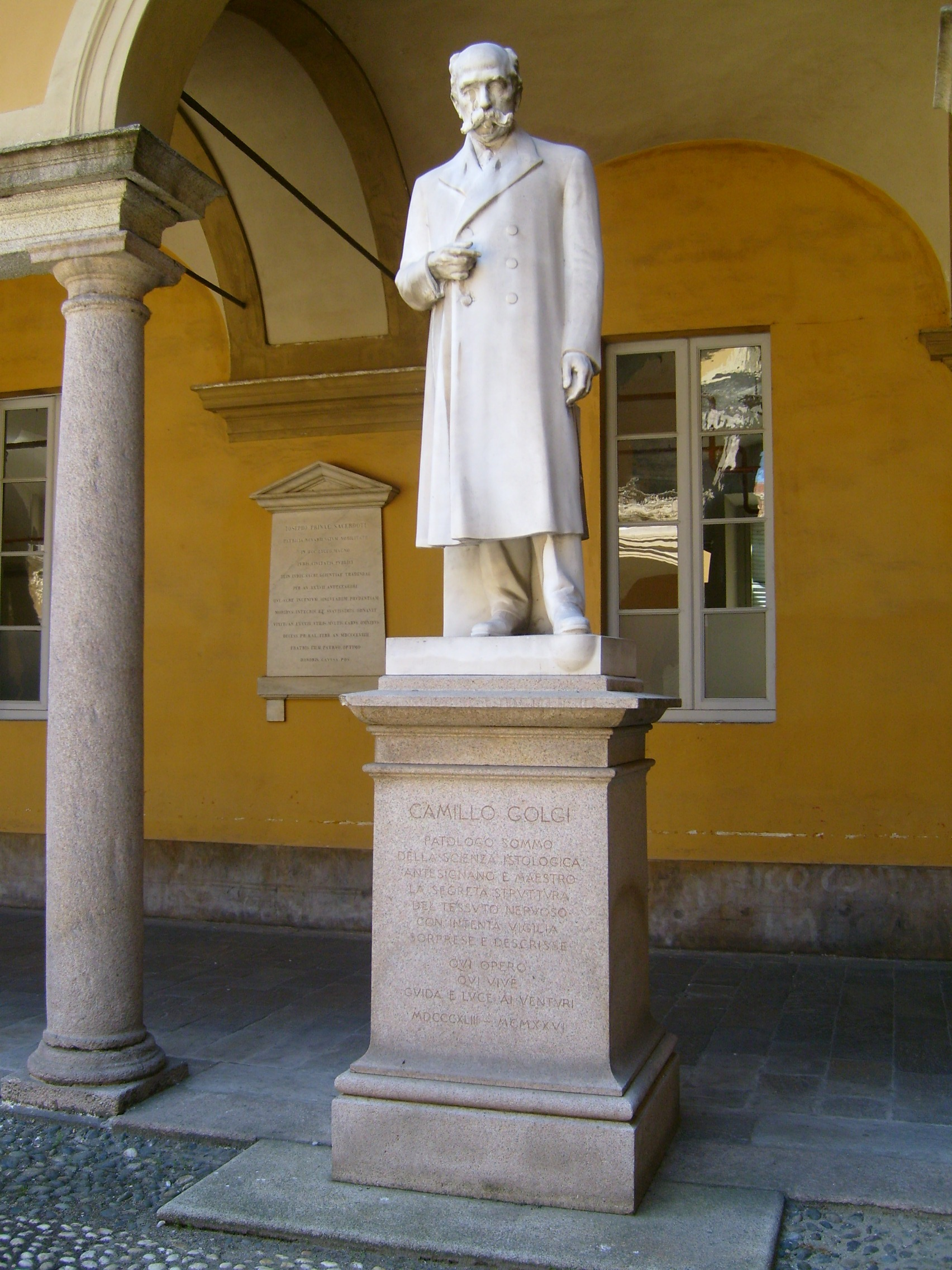
Pomnik Golgiego w Pawii (2007)

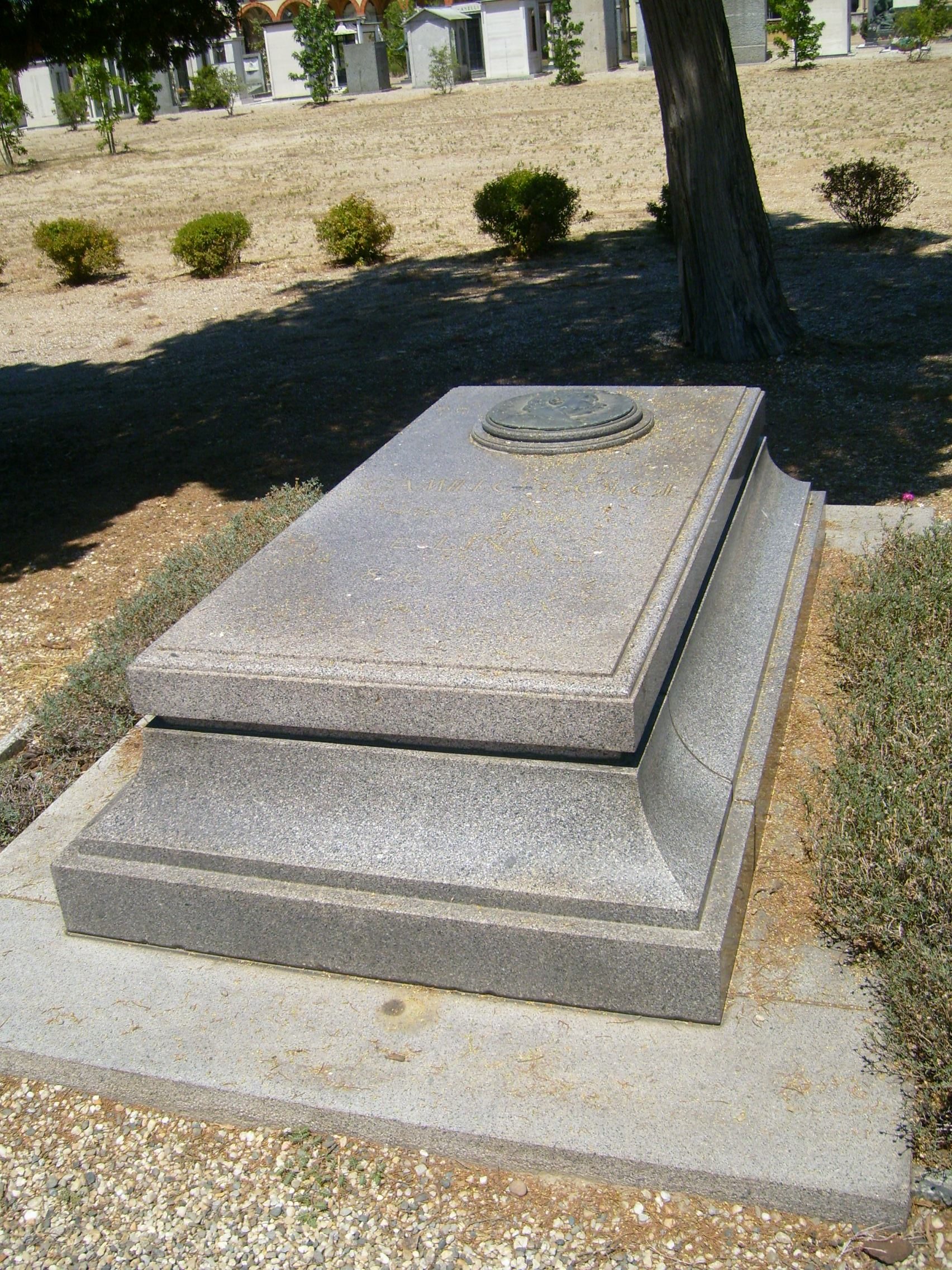
Grób Golgiego na Cimitero Monumentale di Pavia (2007)

Urodził się w Corteno w Lombardii (dziś Corteno Golgi) jako Camillini Golgi (w dzieciństwie zmienił imię na Camillo). Był trzecim spośród czterech synów miejscowego lekarza Alessandro Golgiego i jego żony Caroliny z domu Papini. Studiował medycynę na Uniwersytecie w Pawii, tytuł doktora medycyny otrzymał w 1865 roku. Jego nauczycielami byli Paolo Mantegazza, Giulio Bizzozero i Eusebio Oehl. Jeszcze na studiach pracował jako intern w Instytucie Psychiatrii u Cesare Lombroso. Po studiach odbył staż w Ospedale di San Matteo w Pawii. Praktykował też jako chirurg w Ospedale Maggiore della Carità w Novarze i brał udział w zwalczaniu epidemii cholery w okolicach Pawii. W latach 1867 and 1868 na stanowisku asystenta w Ospedale di San Matteo. Wtedy rozpoczął bliższą współpracę z Giulio Bizzozero. Mimo pewnych sukcesów i zdobytej pozycji w środowisku naukowym Pawii nie uzyskał posady na uczelni. Z powodu trudności finansowych, pod presją ojca, przerwał akademicką karierę i od 1 czerwca 1872 podjął dobrze płatną pracę w Pie case degli Incurabili w Abbiategrasso. Z dala od ośrodków akademickich, kontynuował jednak pracę naukową w skromnym laboratorium urządzonym przez siebie w kuchni.
W 1875 przeniósł się do Pawii, w 1876 został mianowany profesorem histologii. W 1881 otrzymał katedrę patologii ogólnej na Uniwersytecie w Pawii. Był dziekanem wydziału medycyny na tej uczelni, a później także rektorem. W 1918 przeszedł na emeryturę.
W 1877 ożenił się z Liną Aletti, siostrzenicą Giulio Bizzozero. Nie mieli dzieci, adoptowali siostrzenicę Golgiego, Carolinę Golgi-Papini, i syna bratowej Golgiego, Aldo Perroncito.
Zmarł 21 stycznia 1926 z powodu grypy powikłanej posocznicą, został pochowany na Cimitero Monumentale di Pavia. W pobliżu jego grobu znajdują się mogiły Bartolomeo Panizzy i Adelchiego Negriego.

## Uznanie

### Nagroda Nobla
W 1906 Golgi i Santiago Ramón y Cajal zostali nagrodzeni Nagrodą Nobla za prace nad budową układu nerwowego.

### Inne nagrody i wyróżnienia
W 1881 został mianowany członkiem korespondentem Królewskiej Akademii Nauk w Turynie. W 1893 przyznano mu Nagrodę Riberiego (premio Riberi) Akademii Medycznej w Turynie. Odznaczony Pour le Mérite w klasie pokojowej (1914). W 1900 roku został mianowany senatorem przez króla Włoch Humberta I. Od 1913 był członkiem zagranicznym Królewskiej Holenderskiej Akademii Sztuk i Nauk.  W 1923 uroczyście obchodzono 80. urodziny Golgiego, z tej okazji został wyróżniony Wielką Wstęgą Orderu Świętych Maurycego i Łazarza, wręczoną mu osobiście przez Mussoliniego.
Ponadto był Kawalerem (1890), Komandorem (1895) i Wielkim Oficerem (1908) Orderu Świętych Maurycego i Łazarza oraz Kawalerem Orderu Sabaudzkiego Cywilnego (1902). W 1914 otrzymał Pour le Mérite za Naukę i Sztukę.
Był profesorem honoris causa Uniwersytetu w Cambrige (1898), Uniwersytetu w Genewie (1909), Uniwersytetu w Kristianii (1912), Uniwersytetu w Atenach (1912) i Sorbony (1923). 

### Upamiętnienie
Miejsce narodzin Golgiego od 1956 nosi nazwę Corteno Golgi. Znajduje się tu małe muzeum, w którym przechowywane są m.in. mikroskop i pamiątki związane z Golgim, a także brązowe popiersie. Na terenie uniwersytetu w Pawii postawiono marmurowy pomnik Golgiego. W Muzeum w Pawii znajduje się sala jego imienia. W Abiattegrasso znajduje się Istituto Geriatrico "Camillo Golgi". W Policlinico San Matteo w Pawii znajduje się popiersie uczonego.
W 1962 pierwszy znaczek pocztowy z Golgim wydała poczta kubańska (Scott no 757). W 1994 poczta włoska wydała pamiątkowy znaczek z portretem Golgiego (Scott no 1976). W 1977 znaczek z Golgim wydała poczta Komorów (Scott no A52), 1995 roku znaczek z Golgim wydała poczta Togo, w 1995 Dominika (Scott no 2003), Butan w 2000 (Scott no A171). Znaczek honorujący Golgiego, Cajala i Moissana został wydany w Szwecji w 1966 (Scott no. 711).

## Dorobek naukowy
Pierwszy artykuł Golgiego został opublikowany w 1869 i rozwijał tezę Lombroso, że zaburzenia psychiczne mogą być wywołane przez zmiany organiczne w określonych ośrodkach nerwowych.

### Badania nad malarią
Badania Golgiego i innych włoskich badaczy malarii (Grassiego, Bignamiego, Bastianelliego, Celliego, Marchiafavy) w latach 1885–1892 wyjaśniły cykl rozwojowy zarodźców. określany w dawnej literaturze jako cykl Golgiego. W latach 1885 i 1886 rozróżnił trzeciaczkę i czwartaczkę, a w latach 1889 i 1900, wspólnie z Marchiafavą, dokładniej opisał różnice między tymi postaciami choroby. Związek czasowy między podziałem pasożytów a wzrostem gorączki znana jest jako prawo Golgiego.

### Badania układu nerwowego
16 lutego 1873 Golgi w liście do przyjaciela Nicolò Manfrediego po raz pierwszy przedstawił swoje odkrycie rewolucyjnej techniki barwienia układu nerwowego. W tym samym roku ukazała się praca, w której ten opisał wymyśloną przez siebie metodę barwienia preparatów neurohistologicznych przy pomocy soli metali ciężkich. W zastosowanej przez siebie "czarnej reakcji" ("reazione nera") do utwardzenia preparatów zastosowano dwuchromian potasu, a następnie wybarwienie przy pomocy azotanu srebra.
W 1874 po raz pierwszy wykorzystał swoją metodę w pracy kliniczno-patologicznej, opisując zmiany w ośrodkowym układzie nerwowym w przypadku pląsawicy. W 1875 w jednej z prac opisujących rezultaty doświadczeń z nową techniką barwienia, Golgi opisał zaobserwowane przez siebie komórki nerwowe w opuszkach węchowych. Wciąż stosuje się wprowadzony przez niego podział na komórki typu I (Golgiego I, neurony projekcyjne) i typu II (Golgiego II, interneurony).
W 1878 opisał proprioceptory, struktury ścięgien, nazwane na jego cześć organami ścięgnistymi Golgiego. W tym samym roku opisał ciałka, zwane dziś ciałkami Golgiego–Mazzoniego.
W latach 1878–1879 opracował kolejną metodę barwienia, wykorzystującą dwuchromian potasu i sublimat. W 1891 niewielką zmianę tej metody wprowadził Willem Hendrik Cox – chlorek rtęci został dodany do pierwotnego utrwalacza. Jako metoda Golgiego-Coxa stosowana jest do dziś.
W 1879 opisał struktury osłonek mielinowych, nazywane dziś aparatem Golgiego–Rezzonico.
W 1883 roku ukazała się praca poświęcona histologii hipokampa (rogu Ammona).
W 1885 ukazała się monografia poświęcona histologii ośrodkowego układu nerwowego.

### Aparat Golgiego
W kwietniu 1898 opisał struktury komórek nerwowych, obecnie znane jako aparat Golgiego. Istnieją kontrowersje co do pierwszeństwa tego odkrycia; uważa się, że przed Golgim dokonał tego Adolph Freiherr von La Valette-St. George, który odkrył je w gametach ślimaków w 1867.

### Inne
W 1892 i 1893 niezależnie od Erika Müllera, opisał cewki w ścianie gruczołów żołądka, nazywane cewkami Mullera-Golgiego.

## Uczniowie Golgiego
Uczniami Golgiego byli m.in. Adelchi Negri, Emilio Veratti, Ottorino Rossi, Aldo Perroncito, Ferruccio Tartuferi, Giovanni Marenghi, Edoardo Gemelli, Antonio Pensa, Vittorio Marchi, Achille Monti, Luigi Sala, Casimiro Mondino, Carlo Martinotti. Uczniem Golgiego był późniejszy Noblista Fridtjof Nansen.

## Prace
1868

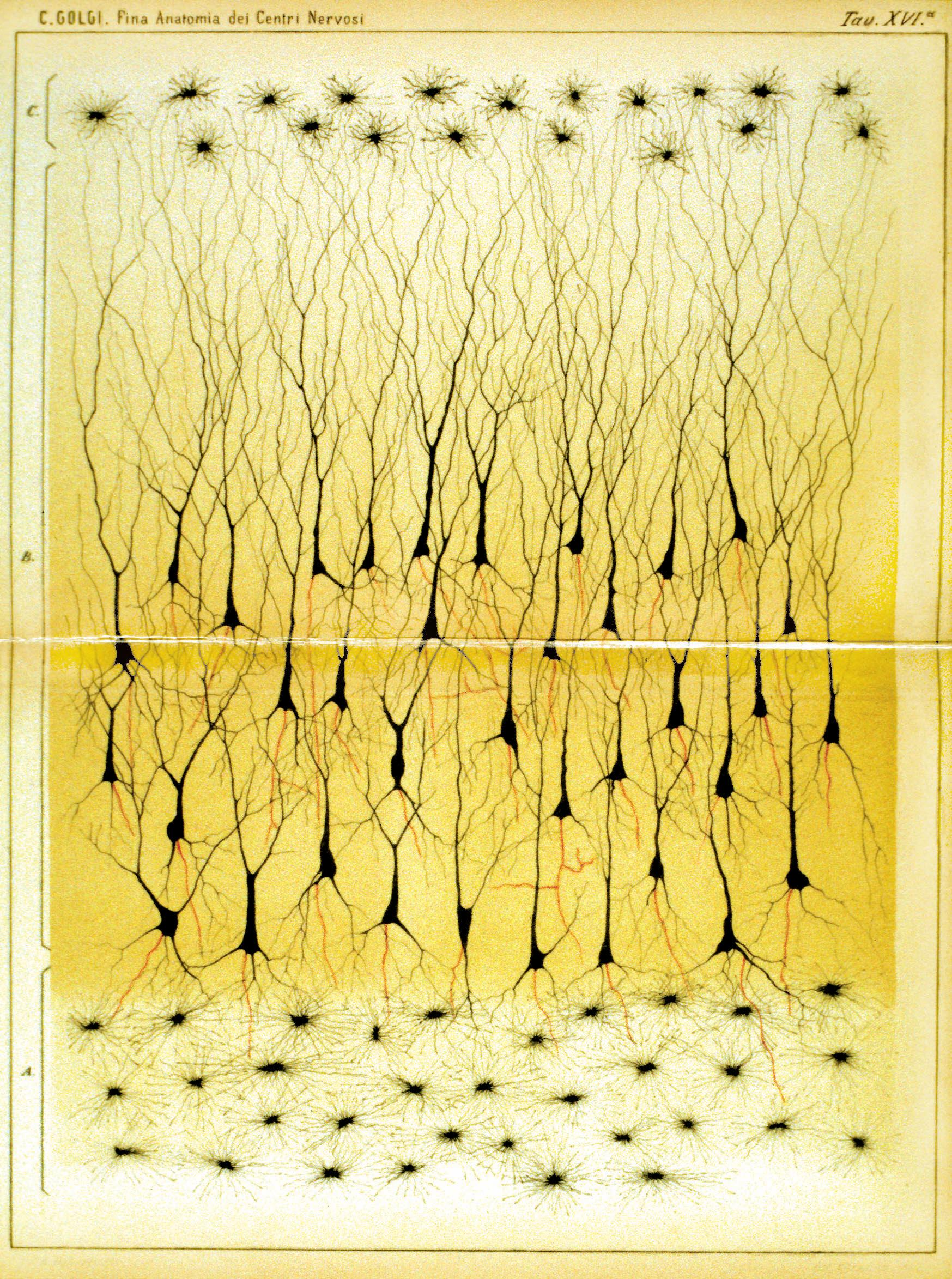

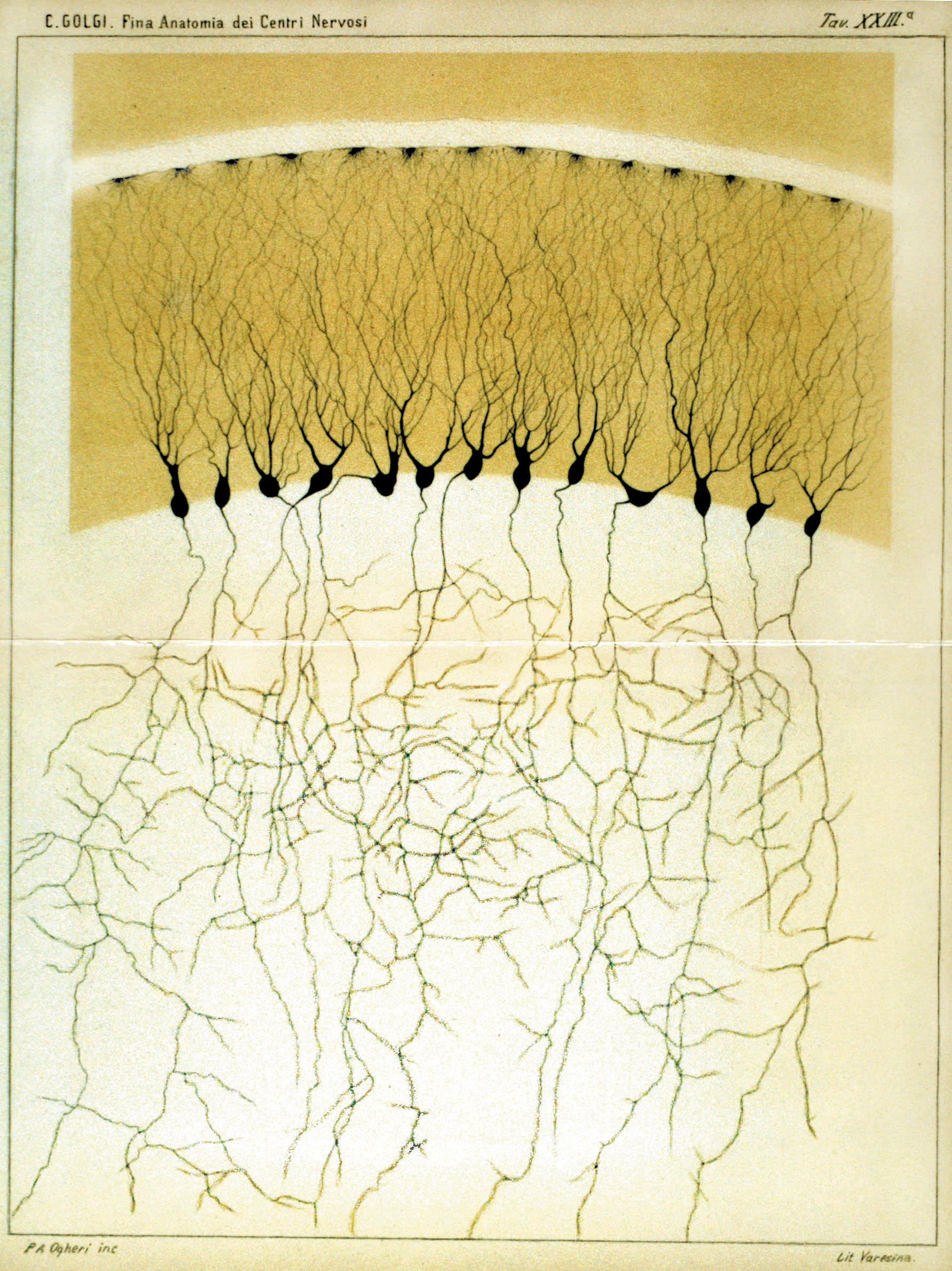

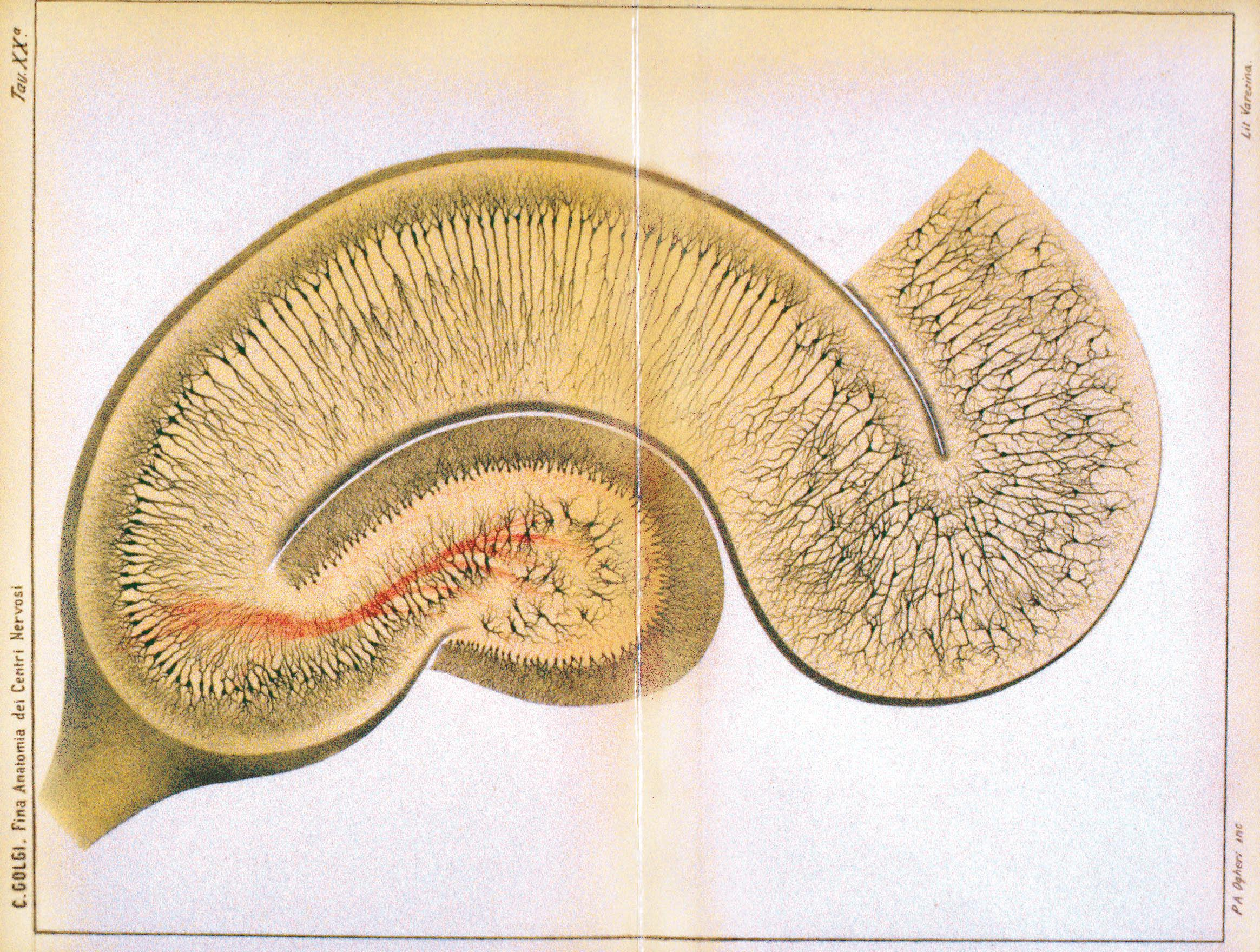

- Storia di pellagra non maniaca. Gazzetta Medica Italiana, Provincie Venete 15, s. 118 (11 IV 1868)

1869
- Sull'eziologia della alienazioni mentali in rapporto alla prognosi ed alla cura. Annali Universali di Medicina 207, ss. 564-632 (1869)
- Sulla struttura e sullo sviluppo degli psammomi. Rendiconti Istituto Lombardo di. Scienze e Lettere 3, ss. 112-129 (1869)

1870
- Sulle alterazioni dei vasi linfatici del cervello. Rivista clinica di Bologna 9, ss. 324-342 (1870)
- Sulla sostanza connettiva del cervello. Rendiconti del R. Istituto Lombardo di Scienze e Lettere 3, ss. 275-277 (1870)
- Sulla sostanza connettiva del cervello. Gazzetta Medica Italiana, Lombardia 3, s. 145f (1870)

1872
- Contribuzione alla fina anatomia degli organi centrali del sistema nervoso. Rivista clinica di Bologna 1, ss. 338f; 371f, 1 pl. (1871/1872)

1873
- Sulla struttura della sostanza grigia del cervello (Comunicazione preventiva). Gazzetta Medica Italiana, Lombardia 33, ss. 244-246 (1873)
- Bizzozero G, Golgi C. Ueber die Vänderungen des Muskelgewebes nach Nervendurchsneidung. Medizinische Jahrbücher ss. 125-127 (1873)
- Bizzozero G, Golgi C. Della trasfusione del sangue nel peritoneo, e della sua influenza sulla ricchezza globulare del sangue circolante. Comunicazione preventiva. Osservatore 15, s. 689 (1879)
- Lombroso C, Golgi C. Diagnosi medico-legali eseguite col metodo antropologico e sperimentale. Ann. univ. di med. ccxxiii, 225-285 (1873)
- Sulle alterazioni del midollo delle ossa nel vaiuolo. Rivista clinica di Bologna 3, ss. 238-244 (1873)
- Sulle alterazioni del midollo delle ossa nel vaiuolo. Osservatore. ix, 161-165 (1873)

1874
- Sulle alterazioni degli organi centrali nervosi in un caso di corea gesticolatoria associata ad alienazione mentale. Rivista Clinica 4, ss. 361-377 (1874) PDF
- Sulla fina anatomia del cervelletto umano. Rendiconti del R. Istituto Lombardo di Scienze e Lettere. Serie 7, ss. 69-72 (1874)
- Sulla fina anatomia del cervelletto umano. Archivio Italiano per le Malatie Nervose e più particolarmente per le Alienazioni Mentali 11, ss. 90-107 (1874)

1875
- Sulla fina struttura dei bulbi olfattori. Rivista Sperimentale di Freniatria e di Medicina Legale in relazione con l’Antropologia e le Scienze Giuridiche e Sociali 1, ss. 403-425 (1875)
- Sui gliomi del cervello. Rivista Sperimentale di Freniatria e di Medicina Legale in relazione con l’Antropologia e le Scienze Giuridiche e Sociali 1, ss. 66-78, 1 pl. (1875)

1878
- Intorno alla distribuzione e terminazione dei nervi nei tendini dell’uomo e di altri vertebrati. Gazzetta Medica Italiana, Lombardia 38, ss. 221-224 (1878)
- Intorno alla distribuzione e terminazione dei nervi nei tendini dell’uomo e di altri vertebrati.. Rendiconti del R. Istituto Lombardo di Scienze e Lettere 11, ss. 445-453 (1878)
- Della terminazione dei nervi nei tendini e di un nuovo apparato nervoso terminale muscolo-tendineo. Atti della settima riunione straordinaria della Società Italiana di Scienze Naturali in Varese. Milano: Tipografia di Giuseppe Bernardoni, ss. 272-275 (1878)
- Di una nuova reazione apparentemente nera delle cellule nervose cerebrali ottenuta col bicloruro di mercurio. Archivio per le Scienze Mediche 3, ss. 1-7 (1878/79)

1879
- Sulla struttura delle fibre nervose midollate periferiche e centrali. Rendiconti del R. Istituto Lombardo di Scienze e Lettere 12, ss. 926-934 (1879)
- Di una nuova reazione apparentemente nera delle cellule nervose cerebrali ottenuta col bicloruro di mercurio. Archivio per le Scienze Mediche 3 (10) (1879)
- Un nuovo processo di tecnica microscopica. Rendiconti del R. Istituto Lombardo di Scienze e Lettere 12, ss. 206-210 (1879)

1880
- Trasfusione di sangue dal peritoneo in un alienato oligocitemico; effetti sul sangue circolante e sullo stato generale del paziente. Comunicazione preventiva. Rendiconti del R. Istituto Lombardo di Scienze e Lettere 13, ss. 86-90 (1880)
- Contribuzione all' istologia dei muscoli volontarj. Ann. univ. di med. e chir. ccli, 250-261 (1880)
- Contribuzione all' istologia dei muscoli volontarj. Rendiconti del R. Istituto Lombardo di Scienze e Lettere 13, ss. 25-31 (1880)
- Sulla struttura delle fibre nervose midollate periferiche e centrali. Archivio per le Scienze Mediche 4, ss. 221-246 (1880)
- Sulla struttura delle fibre nervose midollate periferiche e centrali. Archivio Italiano per le Malattie Nervose 17, ss. 137-143 (1880)
- Sui nervi dei tendini dell’uomo e di altri vertebrati e di un nuovo organo nervoso terminale muscolo-tendineo. Memorie della R. Accademia delle Scienze di Torino 32, ss. 359-386 (1880)
- Golgi C, Raggi A. Trasfusione di sangue nel peritoneo in un alienato oligocitemico. Effetti sul sangue circolante e sullo stato generale del paziente. Rendiconti del R. Istituto Lombardo di Scienze e Lettere 13, ss. 86-90 (1880)
- Golgi C, Raggi A. Trasfusione di sangue nel peritoneo in un alienato oligocitemico. Effetti sul sangue circolante e sullo stato generale del paziente. Gazzetta Medica Italiana, Lombardia 40, ss. 61-62 (1880)
- Golgi C, Raggi A. Trasfusione di sangue nel peritoneo in un alienato oligocitemico. Effetti sul sangue circolante e sullo stato generale del paziente. Annali di Chimica applicati alla Medicina cioè alla Farmacia, alla Tossicologia, all’Igiene, alla Fisiologia, alla Patologia, ed alla Terapeutica 71, ss. 37-41 (1880)
- Golgi C, Raggi A. Secondo caso di trasfusione peritoneale con esito felice in alienato oligocitemico. Rendiconti del R. Istituto Lombardo di Scienze e Lettere 13, ss. 206-209 (1880)
- Golgi C, Raggi A. Primo caso di trasfusione peritoneale ripetuta, con un nuovo successo felice in alienato oligocitemico. Rendiconti del R. Istituto Lombardo di Scienze e Lettere 13, ss. 544-548 (1880)
- Bizzozero G, Golgi C. Della trasfusione del sangue nel peritoneo, e della sua influenza sulla ricchezza globulare del sangue circolante. Comunicazione preventiva. Archivio per le Scienze Mediche 4 ss. 67-77 (1880)

1881
- Studj istologici sul midollo spinale. Archivio Italiano per le Malatie Nervose e più particolarmente per le Alienazioni Mentali 18, ss. 155-165 (1881)
- Sulla origine centrale dei nervi. Gior. internaz. d. sc. med., Napoli, 1881, n. s., iii, 225-234 (1881)
- Annotazioni intorno all' istologia normale e patologica dei muscoli volonatari. Archivio per le Scienze Mediche 5, ss. 194-236, 2 pl. (1881)

1882
- Una parola dell' anatomia a proposito di una questione di fisiologia e di clinica. Gazzetta degli Ospitali 3, ss. 497; 505; 529; 545: 553; 561; 569 (1882)
- Una parola dell' anatomia a proposito di una questione di fisiologia e di clinica. Osservatore med., Palermo 3. s., 12, 351; 404 (1882)
- Origine del tractus olfactorius e struttura dei lobi olfattorj dell' uomo e di altri mammiferi. Rendiconti del R. Istituto Lombardo di Scienze e Lettere 15, ss. 216-224 (1882)
- Sulla origine centrale dei nervi. Atti Cong. gen. d. Ass. med. ital. 1880 ix, 375-388 (1882)
- Origine del tractus olfactorius e struttura dei lobi olfattorii dell' uomo e di altri mammiferi. Archives Italiennes de Biologie 1, ss. 454-462 (1882)
- Sulla ipertrofia compensatoria dei reni. Rendiconti del R. Istituto Lombardo di Scienze e Lettere 15, ss. 591-598 (1882)
- Sulla ipertrofia compensatoria dei reni. Gazzetta degli Ospedali 3, ss. 779-781 (1882)
- Sulla ipertrofia compensatoria dei reni. Archivio per le Scienze Mediche 6, ss. 346-356 (1882)
- Sulla ipertrofia compensatoria dei reni. Archives Italiennes de Biologie 2, ss. 268-273 (1882/83)
- La pneumonite infettiva. Gazzetta degli Ospedali 4, ss. 17; 25 (1882)

1883
- La cellula nervosa motrice. Atti d. Cong. d. Soc. freniat. ital. (1883)
- Recherches sur l’histologie des centres nerveux. Archives Italiennes de Biologie 3, ss. 285-317, 4: 92-123 (1883)

1884
- Neoformazione dell’epitelio de’ canalicoli oriniferi nella malattia di Bright. Rendiconti del R. Istituto Lombardo di Scienze e Lettere 17, ss. 345-348 (1884)
- Neoformazione dell' epitelio de' canalicoli oriniferi nella malattia di Bright. Archivio per le Scienze Mediche 8, ss. 105-116. 1 pl (1884/85)
- Golgi C, Monti A. Intorno ad una questione elmintologica. Rendiconti del R. Istituto Lombardo di Scienze e Lettere (1884)
- Golgi C, Monti A. Intorno ad una questione elmintologica. Gazzetta degli Ospedali 5, s. 218f (1884)
- Lo sperimentalismo nella medicina. Annuario della R. Universita di Pavia 1883/1884. Pavia, 1884

1885
- Sulla storia naturale e sul significato clinico-patologico delle così dette anguillule intestinali e stercorali (1885)
- Sulla fina anatomia degli organi centrali del sistema nervoso, Tipografia di Stefano Calderini e Figlio, Reggio Emilia, 1885

1886
- Studii sulla fina anatomia degli organi centrali del sistema nervoso. Milano, U. Hoepli, 1886.
- Sull’infezione malarica. Archivio per le Scienze Mediche 10, ss. 109-135 (1886)
- Ancora sulla infezione malarica. Bollettino della Società Medico-Chirurgica di Pavia 1, 51-53 (1886)
- Ancora sulla infezione malarica. Gazzetta degli Ospedali 7, ss. 419-422 (1886)
- Golgi C, Monti A. Sulla storia naturale e sul significato clinico-patologico delle anguillule stercorali e intestinali. Archivio per le Scienze Mediche 10, 93-108 (1886)

1887
- Sur l’infection malarique. Archives Italiennes de Biologie 8, ss. 154-175 (1887)
- Contribuzione allo studio delle alterazioni istologiche del sistema nervoso centrale nella rabbia sperimentale. Gazzetta degli Ospedali 8, s. 101 (1887)

1888
- Annotazioni intorno all’istologia dei reni. Bollettino della Società Medico-Chirurgica di Pavia 3, 19-23. Gazzetta degli Ospitali 9, ss. 259-260 (1888)
- Intorno all’istogenesi dei canalicoli uriniferi dell’uomo e di altri mammiferi. Bollettino della Società Medico-Chirurgica di Pavia 3, ss. 43-49 (1888)
- Intorno all’istogenesi dei canalicoli uriniferi dell’uomo e di altri mammiferi. Gazzetta degli Ospedali 9, ss. 524-525 (1888)
- A qual punto del ciclo evolutivo dei parassiti malarici la somministrazione della chinina, arrestandone lo sviluppo, valga ad impedire il più vicino accesso febbrile. Bollettino della Società Medico-Chirurgica di Pavia 1, ss. 39-42 (1888)

1889
- Sul ciclo evolutivo dei parassiti malarici nella febbre terzana (diagnosi differenziale tra i parassiti malarici endoglobulari della febbre terzana e quelli della quartana) (1889)
- Ueber den Entwickelungskreislauf der Malariaparasiten bei der Febris tertiana; Differentialdiagnose zwischen den endoglobulären Parasiten des tertianen und denen des quartanen Fiebers. Fortschritte der Medizin 7, ss. 81-100, 1 pl. (1889)
- Sul ciclo evolutivo dei parassiti malarici nella febbre terzana; diagnosi differenziale tra i parassiti endoglobulari malarici della terzana e quelli della quartana (1889)
- Sul ciclo evolutivo dei parassiti malarica nella febbre terzana. Archivio per le Scienze Mediche 13, ss. 173-196 (1889)
- Sul ciclo evolutivo dei parassiti malarici nella febbre terzana. Diagnosi differenziale tra i parassiti endoglobulari malarici della terzana e quelli della quartana. Archivio per le Scienze Mediche 13, 173-196. Gazzetta degli Ospitali 10, 220-221
- Annotazioni intorno all’Istologia dei reni dell’uomo e di altri mammiferi e sull’Istogenesi dei canalicoli oriniferi. Atti della R. Accademia dei Lincei. Rendiconti 5, 334-342.

1890
- Sulle febbri intermittenti malariche a lunghi intervalli; criterii fondamentali di raggruppamento delle febbri malariche. Archivio per le Scienze Mediche 14, ss. 294-313 (1890)
- Dimostrazione fotografica dello sviluppo dei parassiti della malaria (1 a serie, febbre quartana) Gior. d. r. Accad. di med. di Torino (1890)
- Verhandl. d. x. internat. med. Cong. 1890, Berl., 1891, ii, 3. Abth., 200-205.
- Beitr. z. path. Anat. u. z. allg. Path. 7, ss. 649-667 (1890)
- Di nuovo sulle alterazioni degli organi centrali del sistema nervoso nella rabbia sperimentale. Gazzetta degli Ospedali 11, s. 701 (1890)
- Sull' attuale epidemia di influenza. Bollettino della Società Medico-Chirurgica di Pavia ss. 13-28 (1890)
- Ueber den feineren Bau des Rückenmarkes. Anatomischer Anzeiger v, 372; 423 (1890)

1891
- Le réseau nerveux diffus des centres du système nerveux; ses attributs physiologiques; méthode suivie dans les recherches histologiques. Archives Italiennes de Biologie 15, ss. 434-463 (1891)
- Demonstration der Entwickelung der Malariaparasiten durch Photographien[21].
- Il cloridrato di fenocolla nelie febbri intermittenti malariche. Soc. med.-chir. di Pavia. Rendic. ss. 25-29 (1891/1892)

1892
- Azione della chinina sui parasite malarici e sui corrispondente accessi febbrili. Gazzetta Medica di Pavia 1, ss. 34, 79, 106 (1892)
- Ueber die Wirkung des Chinins auf die Malariaparasiten und die diesen entsprechenden Fieberanfälle. Deutsche Medizinische Wochenschrift 18 (29, 30, 32): ss. 663-667, 707-709, 729-732 (1892)
- Azione della chinina sui parasiti malarici e sui corrispondenti accessi febbrili. Archives Italiennes de Biologie 17, ss. 456-471 (1892)
- Azione della chinina sui parasiti malarici e sui corrispondenti accessi febbrili. Rendiconti del R. Istituto Lombardo di Scienze e Lettere 25, ss. 163f; 335f (1892)

1893
- Sulle febbri malariche estivo-autunnali di Roma. Gazzetta Medica di Pavia (1893)
- Archives Italiennes de Biologie 1893-4, xx, 288-333.
- Sulla fina organizzazione delle ghiandole peptiche dei mammiferi. Bollettino della Società Medico-Chirurgica di Pavia 8, 16-21 (1893)
- Sulla fina organizzazione delle ghiandole peptiche dei mammiferi. Gazzetta Medica di Pavia 2, 241-247 (1893)
- Sur la fine organisation des glandes peptiques des mammifères. Archives Italiennes de Biologie 19, ss. 448-453 (1893)

1894
- Deutsche Medizinische Wochenschrift 20, ss. 291f; 317f (1894)
- Sull' istologia patologica della rabbia sperimentale. Atti d. xi. Cong. med. internaz. ii, patol. gen. ed anat.-patol., 250-254 (1894)
- Berliner klinische Wochenschrift 31, ss. 325-331 (1894)

1898
- Intorno alla struttura delle cellule nervose. Bollettino della Società Medico-Chirurgica di Pavia. 13 (1), ss. 3-16 (1898)
- Appunti intorno alla struttura delle cellule nervose. Rendiconti del R. Istituto Lombardo di Scienze e Lettere 31, ss. 930-941 (1898)
- Appunti intorno alla struttura delle cellule nervose. Gazzetta Medica Lombarda ss. 269-279 (1898)
- Appunti intorno alla struttura delle cellule nervose. Riforma Medica 14, s. 329 (1898)
- Sur la structure des cellules nerveuses. Archives Italiennes de Biologie 30, ss. 60-71 (1898)
- Sulla struttura delle cellule nervose dei gangli spinali. Bollettino della Società Medico-Chirurgica di Pavia 13 (2), ss. 5-15 (1898)
- Sur la structure des cellules nerveuses des ganglions spinaux. Archives Italiennes de Biologie 30, ss. 278-286 (1898)
- Golgi C, Lugaro E. A proposito di un presunto rivestimento isolatore della cellula nervosa. RRivista di patologia nervosa e mentale 3, ss. 265-271 (1898)

1899
- Giovanni Zoja [1832-1900]. Pubblicazioni scientifiche del Prof. Giovanni Zoja. Annuari dell'Università di Pavia ss. 163-168 (1899/1900)
- Intorno alla struttura delle cellule nervose della corteccia cerebrale. Verhandl. d. anat. Gesellsch. Archives Italiennes de Biologie 14, 113-132 (1899)
- Sur la structure des cellules nerveuses de la moelle épinière. Cinquanten. de la Soc. de biol.507-530, 1 pl. (1899)
- Di nuovo sulla struttura delle cellule nervose dei gangli spinali. Bollettino della Società Medico-Chirurgica di Pavia 1, s. 53f (1899)
- Di nuovo sulla struttura delle cellule nervose dei gangli spinali. Archives Italiennes de Biologie 31, ss. 273f; 278f, 2 pl. (1899)

1900
- Intorno alla struttura delle cellule nervose della corteccia cerebrale. Verhandlungen der Anatomischen Gesellschaft ss. 164-176 (1900)
- Intorno alla struttura delle cellule nervose della corteccia cerebrale. Bollettino della Società Medico-Chirurgica di Pavia 15 (1900)
- Le reticulum intra-cellulaire et la structure fibrillaire périphérique de la cellule nerveuse. Cong. internat. de méd. C. r. sect. de neurol., 582-586 (1900)
- Sulla struttura delle cellule nervose dell midollo spinale. Bollettino della Società Medico-Chirurgica di Pavia ss. 1-32, 1 pl. (1900)
- Beitrag zur Kenntniss der markhaltigen Nervenfasern. Verhandl. d. anat. Gesellsch.xiv, 176-178

1903
- Opera Omnia, Vol. I-III. R. Fusari, G. Marenghi G, L. Sala (eds), Hoepli Editore, Milano 1903
- Giovanni Marenghi [1868-1903]. Annuari dell'Università di Pavia ss. 249-251 (1903/1904)

1904
- L'opera scientifica di Giovanni Marenghi. Bollettino della Società Medico-Chirurgica di Pavia (1904)
- Studio monografico intorno all' ipofisi. Rendiconti del R. Istituto Lombardo di Scienze e Lettere 37, ss. 40-46 (1904)

1907
- La doctrine du neurone; théorie et faits. Nordiskt Medicinskt Arkiv 7 (1), ss. 1-26, 9 pl. (1907)
- Arch. di fisiol., Firenze, 1906-7, iv, 187-215.

1908
- Di un metodo per la facile e pronta dimostrazione dell’apparato reticolare interno delle cellule nervose. Bollettino della Società Medico-Chirurgica di Pavia 23, ss. 81–87 (1908)
- Di un metodo per la facile e pronta dimostrazione dell’apparato reticolare interno delle cellule nervose. Archives Italiennes de Biologie 49, ss. 269–274 (1908)
- Di un metodo per la facile e pronta dimostrazione dell' apparato reticolare interno delle cellule nervose. Gazz. med. lomb..lxvii, 419-421 (1908)

1909
- Di una minuta particolarità di struttura dell’epitelio della mucosa gastrica ed intestinale di alcuni vertebrati. Bollettino della Società Medico-Chirurgica di Pavia 24, ss. 1–22 (1909)
- Di una minuta particolarità di struttura dell’epitelio della mucosa gastrica ed intestinale di alcuni vertebrati. Archives Italiennes de Biologie 51, ss. 213–245 (1909)
- Sulla struttura delle cellule nervose della corteccia del cervello. Bollettino della Società Medico-Chirurgica di Pavia 23, ss. 341-347, 1 pl. (1909)

1911
- Osservazioni sul cimurro. Atti d. Cong. internaz. dei patologi i, 256-273, 2 pl. (1911/12)

1912
- Adelchi Negri [1876-1912]. Annuari dell'Università di Pavia ss. 309-313 (1912/13)

1913
- Marcaca A, Golgi C, Sala L. Ipertensione arteriosa; illustrare l'argomento anche con ricerche personali. Atti d. fond. sc. Cagnola 23, ss. lxxxiii-lxxxv (1913)
- Marcaca A, Golgi C, Sala L. Ipertensione arteriosa; illustrare l'argomento anche con ricerche personali. Rendiconti del R. Istituto Lombardo di Scienze e Lettere 46, s. 1061f (1913)

1914
- La moderna evoluzione delle dottrine e delle conoscenze sulla vita. Scientia. Riv. di scienza. Organo xvi, 199; 364 (1914)

1915
- Golgi C, Sala, Forlanini. Per una scoperta ben provata nella cura della pellagra, concorsi ai premi della fondazione Cagnola. Rendiconti del R. Istituto Lombardo di Scienze e Lettere 48, ss. 1056-1060 (1915)

1917
- Golgi C, Bordoni-Uffreduzi G, Sormani G. Una scoperta ben provata sulla natura dei miasmi e dei contagi. Rendiconti del R. Istituto Lombardo di Scienze e Lettere (1917)
- Golgi C, Gorini C, Forlanini C. Per una scoperta ben provata nella terapia della pellagra. Rendiconti del R. Istituto Lombardo di Scienze e Lettere 50, ss. 828-831 (1917)

1918
- Necrologio. Forlanini (Carlo) [1847-1918]. Rendiconti del R. Istituto Lombardo di Scienze e Lettere 656-658 (1918)
- The neurological centres in Italy. Inter-Allied. Confer. After-Care Disabled Men ii, 251-254 (1918)

1920
- Il centrosoma dei globuli rossi del sangue circolante dell'uomo e di altri animali. Haematologica ss. 333-359, 1 pl. (1920)
- Sulla struttura dei globuli rossi dell'uomo e di altri animali. Haematologica (1920)

1929
- Opera omnia IV. Hoepli, Milan